# Bảo tàng Lâm Đồng

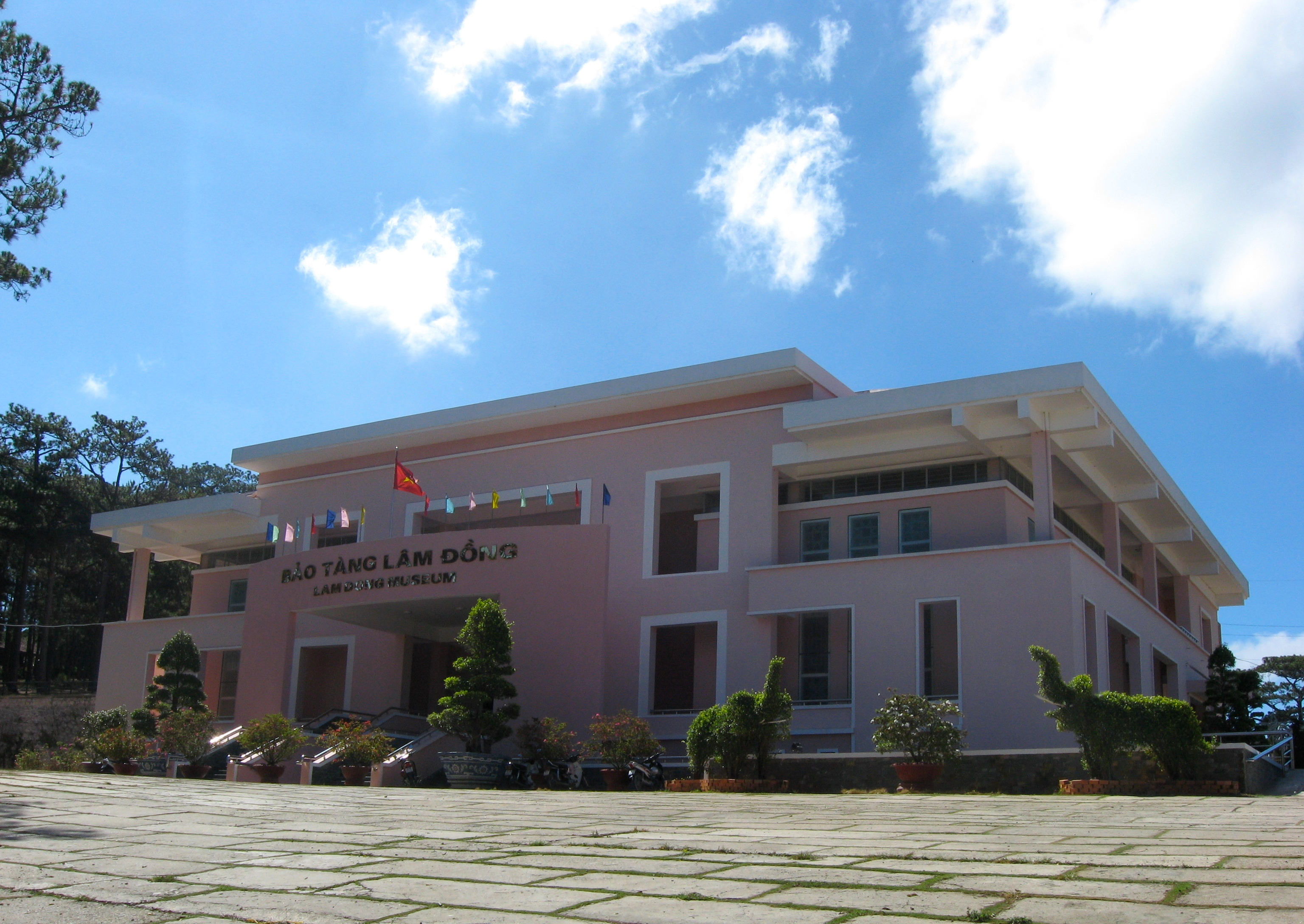
Tòa nhà mới của Bảo tàng Lâm Đồng

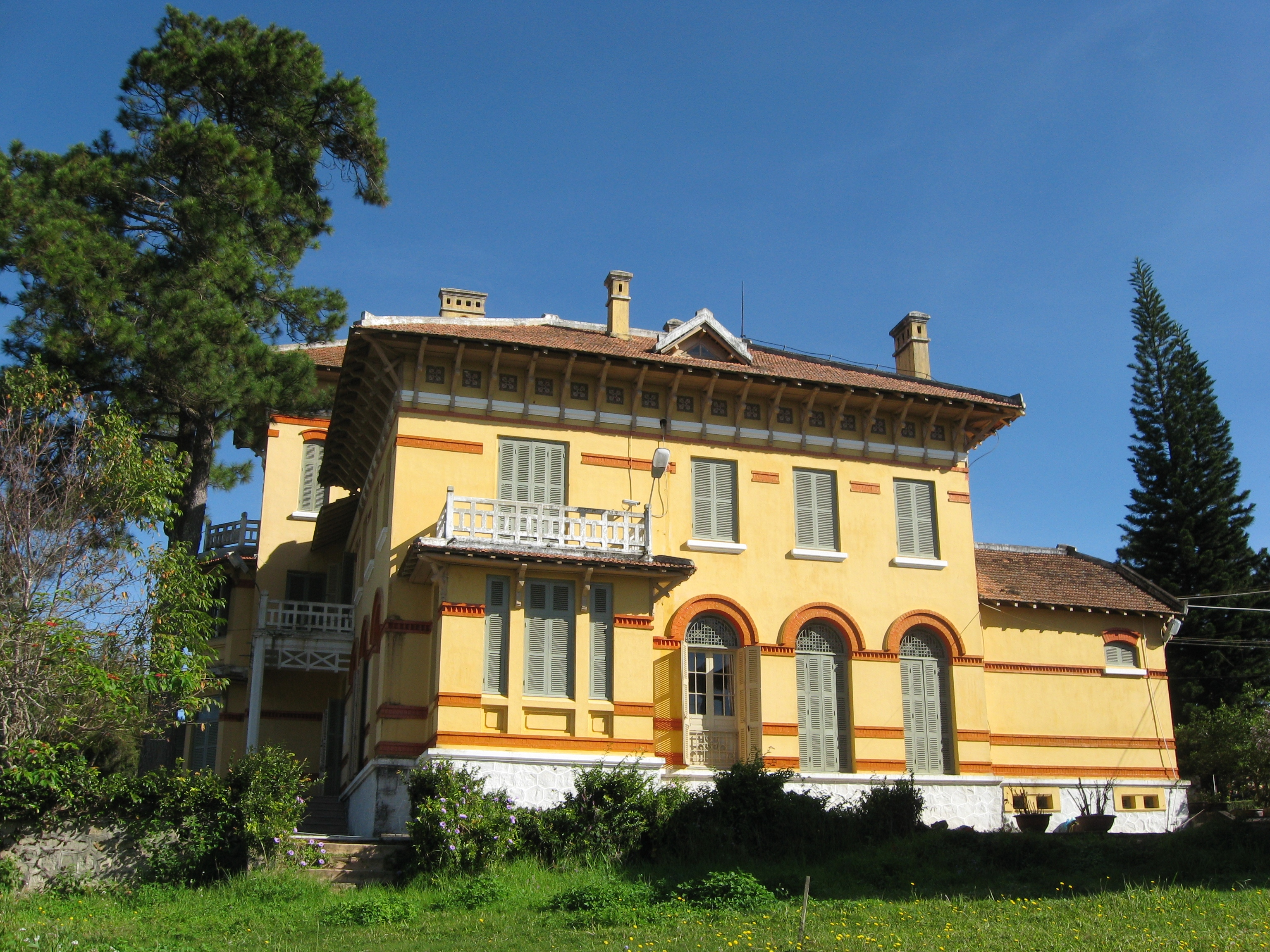
Tòa nhà cũ, tức dinh Nguyễn Hữu Hào

Bảo tàng Lâm Đồng là nơi trưng bày các hiện vật truyền thống và lịch sử của địa phương, đặc biệt là những hiện vật thể hiện truyền thống văn hóa của vùng đất Lâm Đồng. Bảo tàng ở số 4 đường Hùng Vương của Đà Lạt, trên một ngọn đồi cao. Trước kia đây là dinh thị trưởng, trên đỉnh đồi cao quanh co rất thơ mộng nên được mệnh danh là con đường tình ái. Tòa biệt thự là của ông Nguyễn Hữu Hào, một cự phú cực kỳ giàu có, cha của Hoàng hậu Nam Phương.
Bảo tàng có 9 phòng trưng bày gồm các chuyên mục:
- Các thời kỳ lịch sử.
- Các hiện vật khảo cổ do cơ quan công an và quản lý thị trường thu giữ.
- Các hiện vật khảo cổ tại di chỉ Đại Làng.
- Các hiện vật khảo cổ tại di chỉ Đại Lào và Đạ Đờn.
- Các hình thức cư trú, các dụng cụ săn bắt và hái lượm.
- Các nghề truyền thống.
- Các trang phục và sinh hoạt.
- Lễ hội truyền thống và đời sống văn hóa tinh thần.
- Các hiện vật về 2 cuộc kháng chiến chống Pháp và chống Mỹ.